# Campionati mondiali di pentathlon moderno 1954
I campionati mondiali di pentathlon moderno 1954 si sono svolti a Budapest, in Ungheria. Si sono disputate le gare maschili individuali ed a squadre.

## Risultati

### Maschili
| Evento      | Oro                                                 | Argento                                               | Bronzo                                      |
| Individuale | Björn Thofelt                                       | Werner Vetterli                                       | István Szondy                               |
| A squadre   | Ungheria István Szondy Gábor Benedek Károly Tasnády | Svizzera Werner Vetterli Hansueli Glogg Erhard Minder | Svezia Bertil Haase Åke Julin Björn Thofelt |

## Medagliere
| Posizione | Paese    |   |   |   | Totale |
| --------- | -------- | - | - | - | ------ |
| 1         | Ungheria | 1 | 0 | 1 | 2      |
| 1         | Svezia   | 1 | 0 | 1 | 2      |
| 3         | Svizzera | 0 | 2 | 0 | 2      |
| Totale    | Totale   | 2 | 2 | 2 | 6      |